# Kevin Williams (Footballspieler, 1980)
Kevin Williams (* 16. August 1980 in Arkadelphia, Arkansas) ist ein ehemaliger US-amerikanischer American-Football-Spieler auf der Position des Defensive Tackles. Er spielte zuletzt für die New Orleans Saints in der National Football League (NFL) und bildete zusammen mit Pat Williams von 2005 bis 2010 die sogenannte „Williams-Wall“ (dt. "Williams-Mauer") bei den Minnesota Vikings.

## Karriere

### College und Draft
Williams besuchte die Oklahoma State University, in dessen College-Team, den Oklahoma State Cowboys, er ein fester Bestandteil der Defense war. Bei den Cowboys absolvierte er insgesamt 42 Spiele und kam dabei auf 160 Tackles sowie 18,5 Sacks. 2002 erreichten die Oklahoma State Cowboys mit ihm als Defensive Tackle den Sieg im Houston Bowl, ihre erst zweite Teilnahme an einem Endspiel. Er kam in weiterer Folge 2003 in den NFL Draft, wo ihn die Minnesota Vikings in der ersten Runde als neunten Spieler verpflichteten.

### NFL

#### Minnesota Vikings
Kevin Williams unterstrich seine starke College-Karriere direkt in seiner ersten Profi-Saison. Ihm gelangen in der Saison 10,5 Sacks und er absolvierte alle Spiele von Anfang an, vier davon abseits seiner eigentlichen Position als Nose Tackle. Alleine im letzten Spiel der Saison gegen die Arizona Cardinals gelangen ihm fünf Sacks sowie eine Interception, was ihm die Auszeichnung als NFC Defensive Rookie of the Month einbrachte. Nachdem er 2004 mit 11,5 Sacks seine Bestmarke erneut erhöhte, flauten seine Leistungen in den folgenden zwei Spielzeiten ab.
Im Dezember 2006 verlängerte Williams seinen bestehenden Vertrag bei den Vikings um weitere sieben Jahre. In der darauffolgenden Saison 2007 gelangen ihm zwei Touchdowns nach Interceptions. 
2008 fand man Spuren von Diuretikum in seinem Blut. Da dies ein Hinweis auf die Einnahme von Steroiden sein konnte, wurde er für vier Spiele suspendiert. In der Saison 2009 erreichte Kevin Williams mit den Minnesota Vikings das NFC Championship Game, wo sie mit 28:31 gegen die New Orleans Saints am Einzug in den Super Bowl XLIV scheiterten.

#### Seattle Seahawks
Nachdem er nach der Saison 2013 Free Agent wurde, unterschrieb er im Juni 2014 einen Einjahresvertrag beim amtierenden Super-Bowl-Sieger, den Seattle Seahawks. Er kam regelmäßig zum Einsatz, auch im Super Bowl XLIX, in dem sich die Seahawks aber den New England Patriots geschlagen geben mussten.

#### New Orleans Saints
Am 12. Juni 2015 unterschrieb er einen Einjahresvertrag bei den New Orleans Saints.

#### Karriereende
Am 27. Juli unterschrieb er einen „Ein-Tages-Vertrag“ bei den Vikings, um seine Karriere dort offiziell beenden zu können.